# Bašta (přírodní památka)
Bašta je přírodní památka ve správním území obce Břasy, v katastrálním území Kříše a Stupno, v okrese Rokycany. Přírodní památka je v péči Krajského úřadu Plzeňského kraje.

## Předmět ochrany
Předmětem ochrany je výchoz černouhelné sloje břaské pánve včetně jejího nadloží. Břaská pánev jako součást radnické kamenouhelné pánve v západočeském karbonu patří ke kladenskému souvrství. Nadloží břaské pánve tvoří světlehnědé písčité hlíny o mocnosti asi 1,5 metru. Podloží je tvořeno karbonskými (prvohorními) jezerně-říčními sedimenty jako jsou slepence, arkózy, prachovce aj. Odkrytá část sloje zde dosahuje mocnosti 4,6 metru, místy však mocnost sloje v této lokalitě dosahuje deset až čtrnáct metrů.